# Slowfox

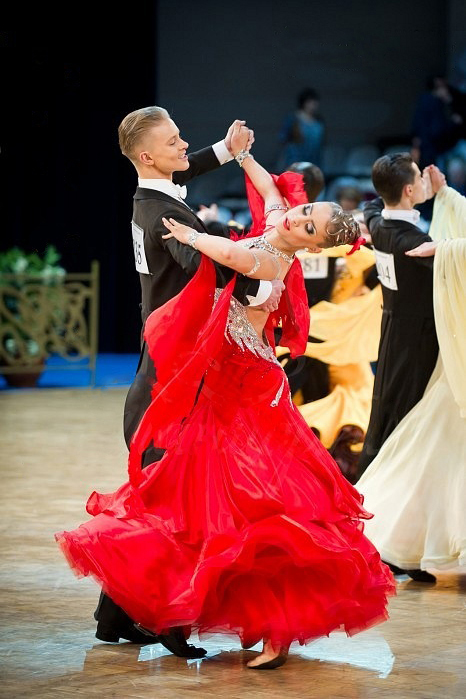
Slowfox

Slowfox är en pardans. Slowfoxen är en långsammare variant av dansen foxtrot som slowfoxen utvecklades ifrån. Enligt de internationella tävlingsreglerna ingår slowfox och quickstep i standarddanserna tillsammans med vals, tango och wienervals.